# Liste der denkmalgeschützten Objekte in Mauerbach
Die Liste der denkmalgeschützten Objekte in Mauerbach enthält die 16 denkmalgeschützten, unbeweglichen Objekte der niederösterreichischen Marktgemeinde Mauerbach.

## Denkmäler
| Foto |                 | Denkmal                                                                                    | Standort                                        | Beschreibung | Metadaten |
| ---- | --------------- | ------------------------------------------------------------------------------------------ | ----------------------------------------------- | --- | --- |
| ja   | Datei hochladen | Kapelle Hl. Johannes Nepomuk HERIS-ID: 8462 Objekt-ID: 4416                                | bei Allhangstraße 3 Standort KG: Mauerbach      | Der Baldachinbau mit Nepomuk-Statue und Relief des Brückensturzes ist allseits geöffnet und mit 1722 bezeichnet. | BDA-Hist.: Q38003873 Status: § 2a Stand der BDA-Liste: 2025-06-30 Name: Kapelle Hl. Johannes Nepomuk GstNr.: 544/8 Johann-Nepomuk-Kapelle, Mauerbach                                       |
| ja   | Datei hochladen | Ehem. Stiftsmühle HERIS-ID: 8430 Objekt-ID: 4384                                           | Alte Mühle 5 Standort KG: Mauerbach             | Das ehemalige Backhaus, ein frühbarocker zweigeschoßiger T-förmiger Bau, ist mit 1630 und 1750 bezeichnet. | BDA-Hist.: Q38003604 Status: Bescheid Stand der BDA-Liste: 2025-06-30 Name: Ehem. Stiftsmühle GstNr.: 566/1 Stiftsmühle Mauerbach                                                          |
| ja   | Datei hochladen | Sog. Viererhaus HERIS-ID: 13395 Objekt-ID: 9574                                            | Dolleschelgasse 2 Standort KG: Mauerbach        | Das sogenannte Viererhaus, einst möglicherweise eine Taverne der Kartause, wurde 1990 abgerissen und in ähnlicher Form neu errichtet. Im Unterschied zum Vorgänger verfügt der Neubau über mehrere Dachgaupen. Anmerkung: Identadresse Herzog-Friedrich-Platz 4 | BDA-Hist.: Q38177274 Status: Bescheid Stand der BDA-Liste: 2025-06-30 Name: Sog. Viererhaus GstNr.: 66/8 Viererhaus, Herzog-Friedrich-Platz 4, Mauerbach                                   |
| ja   | Datei hochladen | Ehem. Granarium HERIS-ID: 13089 Objekt-ID: 9256                                            | Hauptplatz 1 Standort KG: Mauerbach             | Schüttkasten der Kartause | BDA-Hist.: Q38153241 Status: Bescheid Stand der BDA-Liste: 2025-06-30 Name: Ehem. Granarium GstNr.: .3/2                                                                                   |
| ja   | Datei hochladen | Schüttkasten (herrschaftlich) HERIS-ID: 8427 Objekt-ID: 4381                               | Hauptplatz 3 Standort KG: Mauerbach             | Schüttkasten der Kartause | BDA-Hist.: Q38003579 Status: Bescheid Stand der BDA-Liste: 2025-06-30 Name: Schüttkasten (herrschaftlich) GstNr.: .3/1                                                                     |
| ja   | Datei hochladen | Wegkapelle Kreuzbrunnen HERIS-ID: 8460 Objekt-ID: 4414                                     | bei Hauptstraße 170 Standort KG: Mauerbach      | Die Kapelle mit einer als Grotte ausgebildeten Nische und einem monumentalen Kruzifix entstand um 1720/30. | BDA-Hist.: Q38003841 Status: Bescheid Stand der BDA-Liste: 2025-06-30 Name: Wegkapelle Kreuzbrunnen GstNr.: 1910                                                                           |
| ja   | Datei hochladen | Figurenbildstock Mariae Verkündigung HERIS-ID: 8461 Objekt-ID: 4415                        | bei Hauptstraße 216 Standort KG: Mauerbach      | Die lebensgroße Figurengruppe ist mit 1744 bezeichnet. | BDA-Hist.: Q38003851 Status: Bescheid Stand der BDA-Liste: 2025-06-30 Name: Figurenbildstock Mariae Verkündigung ("Englischer Gruß") GstNr.: 19/2                                          |
| ja   | Datei hochladen | Ehem. Guts- und Wirtschaftshof (Postautostelle und -garage) HERIS-ID: 8428 Objekt-ID: 4382 | Hauptstraße 240 Standort KG: Mauerbach          | Anlage aus dem 17.–19. Jahrhundert mit barockem zweigeschoßigen Hauptgebäude und Nebengebäuden | BDA-Hist.: Q38003586 Status: Bescheid Stand der BDA-Liste: 2025-06-30 Name: Ehem. Guts- und Wirtschaftshof (Postautostelle-(garage) GstNr.: .37 Former Guts- und Wirtschaftshof, Mauerbach |
| ja   | Datei hochladen | Reithalle HERIS-ID: 8423 Objekt-ID: 4377                                                   | Hauptstraße 246 Standort KG: Mauerbach          | Der langgestreckte Steinbau mit Sichtziegelgliederung stammt aus dem späten 19. Jahrhundert. Er beherbergt nunmehr Gemeindeamt und Heimatmuseum. | BDA-Hist.: Q38003538 Status: § 2a Stand der BDA-Liste: 2025-06-30 Name: Reithalle GstNr.: 50/1 Reithalle Mauerbach                                                                         |
| ja   | Datei hochladen | Kaiser Jubiläum-Schule, Volksschule HERIS-ID: 8429 Objekt-ID: 4383                         | Hauptstraße 250 Standort KG: Mauerbach          | Das dreiflügelige Gebäude mit Arkadengang wurde 1908 nach den Plänen Josef Hofbauers errichtet. | BDA-Hist.: Q38003597 Status: § 2a Stand der BDA-Liste: 2025-06-30 Name: Kaiser Jubiläum-Schule, Volksschule GstNr.: 66/7 Franz-Joseph-Schule, Mauerbach                                    |
| ja   | Datei hochladen | Kath. Pfarrkirche Mariae Himmelfahrt HERIS-ID: 8421 Objekt-ID: 4375                        | Herzog Friedrich-Platz 1 Standort KG: Mauerbach | Die ehemalige Marienkapelle der Kartause, ein kleiner kubischer Wandpfeilerbau mit Eingang von der Straße aus, wurde 1645 geweiht und mehrfach verändert und restauriert.                                                                                       | BDA-Hist.: Q38003530 Status: § 2a Stand der BDA-Liste: 2025-06-30 Name: Kath. Pfarrkirche Mariae Himmelfahrt GstNr.: .4 Mauerbacher Pfarrkirche                                            |
| ja   | Datei hochladen | Wildschützenturm HERIS-ID: 8424 Objekt-ID: 4378                                            | Herzog Friedrich-Platz 1 Standort KG: Mauerbach | Der mittelalterlich wirkende Rundturm wurde im ersten Drittel des 17. Jahrhunderts erbaut. | BDA-Hist.: Q38003548 Status: Bescheid Stand der BDA-Liste: 2025-06-30 Name: Wildschützenturm GstNr.: .5 Wildschützenturm, Mauerbach                                                        |
| ja   | Datei hochladen | Pfarrhof HERIS-ID: 50213seit 2023                                                          | Kartäuserplatz 1 Standort KG: Mauerbach         | | BDA-Hist.: Q119231390 Status: Bescheid Stand der BDA-Liste: 2025-06-30 Name: Pfarrhof GstNr.: .3/3                                                                                         |
| ja   | Datei hochladen | Ehem. Kartäuserkloster Mauerbach mit Klosterkirche HERIS-ID: 8426 Objekt-ID: 4380          | Kartäuserplatz 2 Standort KG: Mauerbach         | Die Kartause Mauerbach ist ein ehemaliges Kloster, gestiftet 1314 durch Friedrich den Schönen, dessen Erscheinungsbild überwiegend von den frühbarocken Erneuerungen im 17. Jahrhundert geprägt ist.                                                            | BDA-Hist.: Q874544 Status: § 2a Stand der BDA-Liste: 2025-06-30 Name: Ehem. Kartäuserkloster Mauerbach mit Klosterkirche GstNr.: 97 Kartause Mauerbach                                     |
| ja   | Datei hochladen | Porta prima der Kartause Mauerbach HERIS-ID: 8425 Objekt-ID: 4379                          | bei Kartäuserplatz 2 Standort KG: Mauerbach     | Toranlage aus einem Rustikaportal sowie einem frühbarocken Prunkportal | BDA-Hist.: Q38003560 Status: Bescheid Stand der BDA-Liste: 2025-06-30 Name: Porta prima der Kartause Mauerbach GstNr.: 546                                                                 |
| ja   | Datei hochladen | Befestigungsanlage, Wehrmauer der Kartause Mauerbach HERIS-ID: 23907 Objekt-ID: 20277      | Kartäuserplatz 2 Standort KG: Mauerbach         | Hohe, vieleckige, im Westen, Norden und Osten spätmittelalterliche Steinummauerung, im Süden um 1600 | BDA-Hist.: Q37880083 Status: Bescheid Stand der BDA-Liste: 2025-06-30 Name: Befestigungsanlage, Wehrmauer der Kartause Mauerbach GstNr.: 97, 95                                            |